# 雨の町
『雨の町』（あめのまち）は、2006年3月25日に公開された、日本映画。R-15指定。原作は、菊地秀行のSFホラー小説「雨の町」（短篇集『死愁記』所収）。主演は、和田聰宏と真木よう子。監督は、田中誠。

## 出演
- 兼石荘太 - 和田聰宏
- 香坂文緒 - 真木よう子
- 高橋絢子/少女 - 成海璃子
- 安場サダヒロ - 武重勉
- 安場カズヒロ - 長島弘宜
- 内田伸 - 前橋聖丈
- 内田耕造 - 品川徹
- 並木編集長 - 光石研
- 坂口医師 - 安田顕
- 壮太の母 - 江口のりこ
- 内田春菊
- 桂亜沙美
- 土屋良太
- 北山雅康
- 永野哲志
- 清水昭博（友情出演）
- 渡部駿太
- 菊地秀行
- 菊地成孔
- 上田耕一
- 安場マツ - 絵沢萠子
- 安場清二 - 草薙幸二郎

## スタッフ
- 監督 - 田中誠
- エグゼクティブプロデューサー - 小澤俊晴・林瑞峰・阪上仁志・栗田陽子・宇田川寧
- プロデューサー - 松浦強
- 原作 - 菊地秀行
- 脚本 - 田中誠
- 脚本協力 - 奥寺佐渡子
- 撮影 - 松本ヨシユキ
- 美術 - 安宅紀史
- 衣裳 - 宮本まさ江
- 編集 - 大永昌弘
- 音楽 - 遠藤浩二
- エンディングテーマ - 菊地成孔 『愛の感染』
- 照明 - 矢部一男
- 助監督 - 武正晴
- 製作 - プログレッシブ ピクチャーズ・ヒューマックスコミュニケーションズ・シネマゲート・Kプレス・ダブ
- 企画 - ダブ
- 制作 - プログレッシブ ピクチャーズ
- 配給 - プログレッシブ ピクチャーズ